# Naissance en 1924
Naissance
- 1920
- 1921
- 1922
- 1923
- 1924
- 1925
- 1926
- 1927
- 1928

Cette page dresse une liste de personnalités nées au cours de l'année 1924 présentée dans l'ordre chronologique.
La liste des personnes référencées dans Wikipédia est disponible dans la page de la Catégorie: Naissance en 1924.

## Janvier
- 1er janvier : 
  - Raoul Béteille, magistrat et homme politique français († 18 avril 2015).
  - Charlie Munger, homme d'affaires américain et associé en affaires de Warren Buffett chez Berkshire Hathaway († 28 novembre 2023).
- 2 janvier : Roberto Sambonet, designer, architecte et peintre italien († 28 novembre 1995).
- 3 janvier :
  - Doug Ellis, entrepreneur britannique († 11 octobre 2018).
  - André Franquin, dessinateur belge († 5 janvier 1997).
- 4 janvier:
  - Kadri Roshi, acteur albanais († 6 février 2007).
  - Charles Thone, homme politique américain († 7 mars 2018).
- 5 janvier : Vera Molnár, artiste française († 7 décembre 2023).
- 6 janvier :
  - Kim Dae-jung, homme d'État sud-coréen, président de la Corée du Sud de 1998 à 2003 († 18 août 2009).
  - André Rives, joueur et entraîneur de rugby à XIII français († 11 mars 2017).
  - Earl Scruggs, banjoïste américain († 28 mars 2012).
  - Josep Serratusell, footballeur espagnol († 5 décembre 1989).
  - Serge de Turville, peintre français († 22 septembre 2005).
- 7 janvier : Geoffrey Bayldon, acteur anglais († 10 mai 2017).
- 8 janvier :
  - Benjamin Lees, compositeur américain († 31 mai 2010).
  - Ron Moody, acteur britannique († 11 juin 2015).
  - Robert Starer, compositeur et pianiste américain d'origine autrichienne († 22 avril 2001).
- 9 janvier : Walkiria Terradura, résistante italienne († 5 juillet 2023).
- 10 janvier :
  - Eduardo Chillida, sculpteur espagnol († 19 août 2002).
  - Pierre Plateau, évêque catholique français, archevêque émérite de Bourges († 26 avril 2018).
  - Max Roach, batteur de jazz américain († 16 août 2007).
- 11 janvier : Roger Guillemin, médecin endocrinologue franco-américain († 21 février 2024).
- 12 janvier :
  - Olivier Gendebien, coureur automobile belge († 2 octobre 1998).
  - Matti Kassila, réalisateur, scénariste et acteur finlandais  († 14 décembre 2018).
- 13 janvier :
  - Roland Petit, chorégraphe et danseur français († 10 juillet 2011).
  - Léon Soulier, évêque catholique français, évêque émérite de Limoges († 25 décembre 2016).
- 14 janvier :
  - Fernando Álvarez de Miranda y Torres, homme politique espagnol († 7 mai 2016).
  - Guy Williams, acteur italo-américain († 7 mai 1989).
- 15 janvier : 
  - Hubert Coudane, professeur d'université, résistant et syndicaliste français († 4 décembre 2015).
  - Vladimir Semitchastny, président du KGB de novembre 1961 jusqu'à avril 1967 († 12 janvier 2001).
- 16 janvier : Gilles-Maurice Dumoulin, écrivain français de science-fiction et de romans policiers († 10 juin 2016).
- 19 janvier :
  - Nicholas Colasanto, acteur et réalisateur américain († 12 février 1985).
  - Jean-François Revel, philosophe, écrivain et journaliste français († 30 avril 2006).
  - Gerard Schurmann, compositeur et chef d'orchestre néerlando-britannique († 24 mars 2020).
- 20 janvier :
  - Louis Charbonneau, écrivain américain († 11 mai 2017).
  - Jerzy Tomaszewski, photographe et journaliste polonais († 26 janvier 2016).
- 21 janvier : Benny Hill, acteur et chanteur comique britannique († 20 avril 1992).
- 22 janvier :
  - Ján Chryzostom Korec, cardinal slovaque, archevêque émérite de Nitra († 24 octobre 2015).
  - Jay Jay Johnson, tromboniste de jazz américain († 4 février 2001).
- 23 janvier : 
  - Armand Gaspard, journaliste suisse († 4 juin 2011).
  - Pierre Lacoste, officier de marine et haut fonctionnaire français († 13 janvier 2020).
  - Martti Pokela, compositeur finlandais, joueur de kantele et de musique traditionnelle finlandaise († 23 août 2007).
- 24 janvier : 
  - Joe Albany, pianiste de jazz américain († 12 janvier 1988).
  - Catherine Hamlin, obstétricienne et gynécologue australienne († 18 mars 2020).
- 26 janvier :
  - Ugo De Censi, prêtre et missionnaire italien († 2 décembre 2018).
  - Armand Gatti, journaliste, poète, écrivain, dramaturge, metteur en scène, scénariste et réalisateur libertaire français († 6 avril 2017).
- 27 janvier :
  - Francesco Leonetti, écrivain et poète italien († 17 décembre 2017).
  - Brian Rix, acteur et homme politique britannique († 20 août 2016).
- 28 janvier :
  - Roland Dubuc, peintre et sculpteur français († 27 février 1998).
  - Bello Masaba, nigérian qui a suscité la controverse pour s'être marié à 86 reprises (voire plus selon certaines sources) et engendré 203 enfants († 28 janvier 2017).
- 29 janvier :
  - Dorothy Malone, actrice américaine († 19 janvier 2018).
  - Luigi Nono, compositeur italien († 8 mai 1990).
  - Théo Olivarez, footballeur français († 3 décembre 2006).
  - Bianca Maria Piccinino, journaliste et animatrice de télévision italienne.
- 30 janvier :
  - Jayme Caetano Braun, payador et poète brésilien († 8 juillet 1999).
  - Robert Vizet, homme politique français († 13 août 2018).

## Février
- 2 février :
  - Elfi von Dassanowsky, cantatrice, pianiste et productrice autrichienne († 2 octobre 2007).
  - Josef Režný, musicien tchécoslovaque puis tchèque († 10 décembre 2012).
  - Sonny Stitt, saxophoniste de jazz américain († 22 juillet 1982).
- 3 février : Martial Asselin, lieutenant-gouverneur du Québec († 25 janvier 2013).
- 4 février : Min Enze, expert chinois, renommé dans la catalyse pétrochimique, membre de l'Académie chinoise des sciences et de l'Académie chinoise d'ingénierie († 7 mars 2016).
- 5 février :
  - Duraisamy Simon Lourdusamy, cardinal indien, préfet émérite de la Congrégation pour les Églises orientales († 2 juin 2014).
  - Marcel Weinum, adolescent résistant, fondateur du réseau de Résistance « La Main Noire » († 14 avril 1942).
- 6 février : Ivo Garrani, acteur italien († 25 mars 2015).
- 7 février :
  - Frank Armitage, illustrateur américain d'origine australienne († 4 janvier 2016).
  - Ramón Oviedo, peintre dominicain († 12 juillet 2015).
  - Benjamín Santos, joueur et entraîneur de football argentin († 22 juillet 1964).
  - Jean Adrien Caire, peintre français († 15 août 1999).
- 8 février : Khamtay Siphandone, homme d'État laotien († 2 avril 2025).
- 10 février : Maurice Abiven, médecin français, spécialiste de médecine interne, pionnier de la pratique des soins palliatifs en France († 27 mai 2007).
- 13 février :
  - Ivan Mozgovenko, clarinettiste soviétique puis russe († 31 décembre 2021).
  - Raimundo Ongaro, dirigeant syndical argentin († 1er août 2016).
- 14 février : Patricia Mountbatten, noble britannique († 13 juin 2017).
- 15 février :
  - Lisetta Carmi, pianiste puis photographe italienne († 5 juillet 2022)
  - Jean-Pierre Schumacher, moine français († 21 novembre 2021).
  - Jiří Šlitr, compositeur, pianiste, chanteur, acteur et peintre tchécoslovaque († 26 décembre 1969).
  - Jerry Yellin, pilote de chasse américain († 21 décembre 2017).
- 17 février :
  - Raimon Carrasco, chef d'entreprise espagnol († 20 mars 2022).
  - Ferdinando Terruzzi, coureur cycliste italien († 9 avril 2014).
- 18 février :
  - Chin Shunshin, romancier et traducteur nippo-taïwanais († 21 janvier 2015).
  - Jean-Pierre Enkiri, journaliste français († 12 juillet 2017).
- 19 février : 
  - David Bronstein, grand-maître international d'échecs, écrivain ukrainien († 5 décembre 2006).
  - Lee Marvin, acteur américain († 29 août 1987).
  - André Popp, compositeur français († 10 mai 2014).
  - Renzo Vespignani, graveur, écrivain, scénographe, illustrateur et peintre italien († 26 avril 2001).
  - František Vláčil, réalisateur, scénariste, peintre et artiste graphique tchécoslovaque puis tchèque († 28 janvier 1999).
- 20 février : 
  - Mordechai Ofer, homme politique israélien († 1er septembre 1971).
  - Gaston Viens, homme politique français († 21 décembre 2015).
- 21 février :
  - Dorothy Blum, informaticienne et crypto analyste américaine († octobre 1980).
  - Robert Mugabe, homme d'État zimbabwéen, Premier ministre et président de la République († 6 septembre 2019).
  - Vicente Colino, footballeur espagnol († 2 juin 2005).
  - Silvano Piovanelli, cardinal italien, archevêque émérite de Florence († 9 juillet 2016).
- 23 février : Claude Sautet, cinéaste français († 22 juillet 2000).
- 24 février :
  - Mokhtar Arribi, footballeur français puis algérien († 4 septembre 1989).
  - Jean Goldschmit, coureur cycliste luxembourgeois († 14 février 1994).
  - Stanislas Golinski, footballeur français († 25 mars 2012).
  - Erik Nielsen, homme politique canadien († 4 septembre 2008).
- 26 février : 
  - Freda Betti, artiste lyrique française († 13 novembre 1979).
  - Ákos Császár, mathématicien hongrois († 14 décembre 2017).
  - François Perrot, acteur français († 20 janvier 2019).
- 29 février :
  - Andrzej Maria Deskur, cardinal polonais († 3 septembre 2011).
  - Carlos Humberto Romero, homme d'État salvadorien († 27 février 2017).
  - Al Rosen, joueur de baseball américain († 13 mars 2015).
  - Willibald Sauerländer, historien de l'art allemand († 18 avril 2018).

## Mars
- 1er mars : 
  - Deke Slayton, astronaute américain († 13 juin 1993).
  - Marc Eyraud, comédien français († 15 février 2005).
- 3 mars :
  - Lys Assia, chanteuse suisse († 24 mars 2018).
  - Micheline Dax, actrice et chanteuse française († 27 avril 2014).
  - Louis Ledrich, accordéoniste français († 24 janvier 2019).
  - John Woodnutt, acteur britannique († 2 janvier 2006).
- 5 mars : Harvey Bernhard, producteur et acteur américain († 16 janvier 2014).
- 6 mars : 
  - Vincent Rossell, peintre et photographe français († 20 mai 2009).
  - William H. Webster, juriste, avocat américain († 8 août 2025).
- 7 mars : André du Bouchet, poète français († 19 avril 2001).
- 9 mars :
  - Mary Feik, ingénieure aéronautique américaine († 10 juin 2016).
  - Hanna Mineh, romancier syrien († 21 août 2018).
- 10 mars :
  - Jin Yong, auteur chinois de romans de cape et d'épée († 30 octobre 2018).
  - Branko Kralj, footballeur yougoslave puis croate († 18 décembre 2012).
  - Fred Mella, chanteur français († 16 novembre 2019).
  - Peter Stichbury, potier néo-zélandais († 24 mars 2015).
- 11 mars : Jozef Tomko, cardinal slovaque, préfet émérite de la Congrégation pour l'évangélisation des peuples († 8 août 2022).
- 12 mars :
  - Claude-Gilles Gosselin, homme politique québécois († 18 août 2016).
  - Daniel Thuayre, coureur cycliste français († 12 novembre 1980).
- 13 mars : Pierre Arpaillange, magistrat et homme politique français († 11 janvier 2017).
- 14 mars : Harue Akagi, actrice japonaise († 29 novembre 2018).
- 15 mars : Iouri Bondarev, écrivain soviétique puis russe de langue russe († 29 mars 2020).
- 16 mars :
  - Hanni Lévy, survivante de la Shoah († 29 octobre 2019).
  - Gaston Naessens, biologiste français († 16 février 2018).
- 17 mars : Patrick Reid, joueur de rugby à XV irlandais († 8 janvier 2016).
- 18 mars :
  - Alexandre José Maria dos Santos, cardinal mozambicain, archevêque émérite de Maputo († 29 septembre 2021).
  - Michel Pomathios, joueur de rugby à XV français († 7 décembre 2015).
- 19 mars :
  - Robert Butow, professeur émérite américain de l'histoire du Japon († 17 octobre 2017).
  - Gaston Dron, coureur cycliste français († 23 août 2008).
  - Jack Elrod, dessinateur humoristique américain († 16 février 2016).
  - Abdullah Gegiç, joueur et entraîneur de football serbe († 22 juin 2008).
  - Loredana, actrice italienne († 18 janvier 2016).
  - Claude Roederer, peintre, dessinateur, illustrateur, décorateur et costumier de pièces de théâtre français († 24 juin 1988).
- 20 mars :
  - Philip Abbott, acteur américain  († 23 février 1998).
  - Jacqueline Alduy, personnalité politique française († 15 mars 2016).
  - Arthur Van Hecke, peintre et lithographe français († 25 janvier 2003).
- 21 mars : Emanuele Macaluso, syndicaliste, homme politique et journaliste italien († 19 janvier 2021).
- 22 mars : Vangel Naumovski, peintre macédonien († 13 juin 2006).
- 24 mars : Jacqueline Bonnamour, géographe et universitaire française († 25 janvier 2020).
- 25 mars :
  - Roberts Blossom, acteur américain († 8 juillet 2011).
  - Machiko Kyō, actrice japonaise († 12 mai 2019).
- 26 mars : Guy Dessicy, coloriste et publicitaire belge († 29 juillet 2016).
- 27 mars : Raymond Chabanne, officier général français († 3 juin 2022).
- 28 mars :
  - Freddie Bartholomew, acteur anglo-américain († 23 janvier 1992).
  - Jeff Burton, acteur américain († 18 janvier 1988).
- 29 mars :
  - Victor Gobert, photographe, écrivain, historien et homme politique français († 16 octobre 2017).
  - Victor Laks, peintre français († 27 juillet 2011).
- 30 mars :
  - Milko Kelemen, compositeur croate († 8 mars 2018).
  - Serge Vandercam, photographe, peintre et sculpteur belge († 10 mars 2005).

## Avril
- 1er avril :
  - John Gay, scénariste américain († 4 février 2017).
  - Jean Guéguen, coureur cycliste français († 9 mai 1998).
- 2 avril :
  - Vito Ciancimino, homme politique italien († 19 novembre 2002).
  - Giuseppe Zigaina, peintre néorealiste italien († 16 avril 2015).
- 3 avril : Marlon Brando, acteur américain († 1er juillet 2004).
- 4 avril : 
  - Muhammad Abdul Qayyum Khan, homme politique pakistanais († 10 juillet 2015).
  - Joye Hummel, scénariste américaine († 5 avril 2021).
- 5 avril :
  - Joseph Deckert, footballeur français († 21 juin 2006).
  - Renzo Zanazzi, coureur cycliste italien († 28 janvier 2014).
- 6 avril : 
  - Adelaida Avagyan, femme médecin arménienne († 12 mai 2000).
  - George E. Killian, entraîneur et dirigeant de basket-ball américain († 6 décembre 2017).
  - Eugenio Scalfari, journaliste, patron de presse, essayiste et personnalité politique italienne († 14 juillet 2022).
- 7 avril :
  - Guy Rétoré, metteur en scène et directeur de théâtre français († 14 décembre 2018).
  - Frida Wattenberg, résistante française († 3 avril 2020).
- 8 avril : Frédéric Back, illustrateur et réalisateur de films († 24 décembre 2013).
- 9 avril :
  - Kim Jae-gyu, homme politique sud-coréen († 24 mai 1980).
  - Lucien Outers, homme politique belge († 2 avril 1993).
  - Paul Rolin, dessinateur-concepteur de terrains de golf belge († 3 juillet 2015).
  - Jacques Doucet, peintre de l'abstraction lyrique français, cofondateur et membre du mouvement CoBrA († 13 mars 1994).
- 10 avril :
  - Eugène Abautret, footballeur français († 22 août 1996).
  - Jacques Couturier, acteur français († 18 mai 2022).
  - John Levee, peintre américain († 18 janvier 2017).
- 11 avril :
  - Jean Noël Desmarais, médecin et sénateur canadien de l'Ontario († 25 juillet 1995).
  - Enrique Morea, joueur de tennis argentin († 15 mars 2017).
- 12 avril : Raymond Barre, homme politique français († 25 août 2007).
- 13 avril :
  - Jack Chick, dessinateur de bande dessinées et éditeur américain († 23 octobre 2016).
  - Sammy Cox, footballeur écossais († 2 août 2015).
  - Stanley Donen, réalisateur américain († 21 février 2019).
  - Oswaldo Minci, footballeur français († 26 novembre 1978).
- 14 avril :
  - Raúl Córdoba, footballeur mexicain († 17 mai 2017).
  - Philip Stone, acteur britannique († 15 juin 2003).
  - Mary Warnock, philosophe britannique († 20 mars 2019).
- 15 avril : Neville Marriner, violoniste et chef d'orchestre britannique († 2 octobre 2016).
- 16 avril : 
  - Henry Mancini, compositeur et chef d'orchestre américain († 14 juin 1994).
  - Antoine de Vinck, céramiste et sculpteur belge († 13 mai 1992).
- 17 avril : Earl Norem, peintre et illustrateur américain († 19 juin 2015).
- 19 avril :
  - André Sorel, joueur et entraîneur de football français († 1er novembre 1988).
  - Hertha Töpper, artiste lyrique, contralto autrichienne († 28 mars 2020).
- 20 avril :

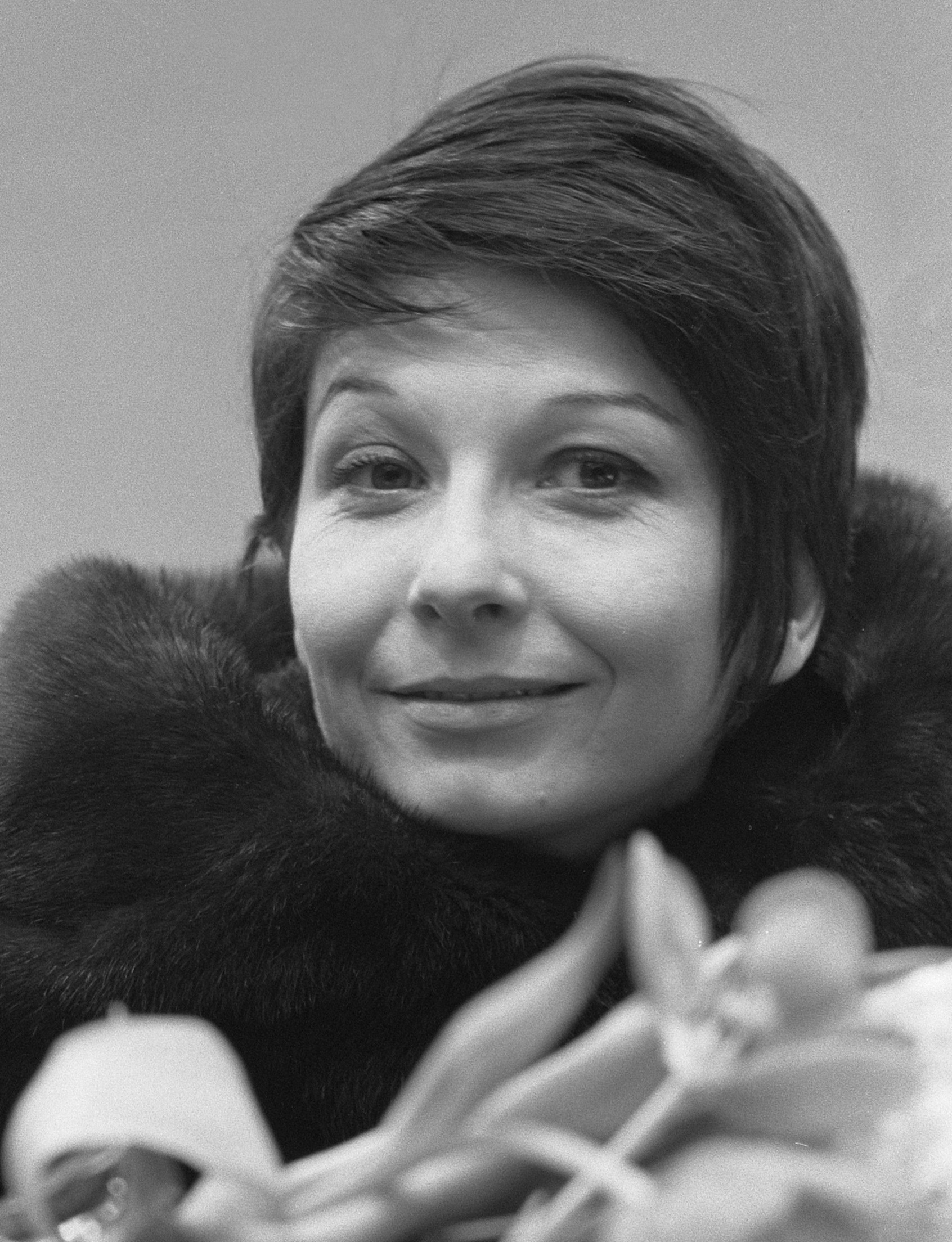
Zizi Jeanmaire.

  - Zizi Jeanmaire.William Garrison, géographe américain († 1er février 2015).
  - Sansón, footballeur espagnol († 13 février 2012).
  - Pierre Tucoo-Chala, universitaire agrégé d'histoire et historien français († 23 janvier 2015).
- 22 avril :
  - Franz Karasek, fonctionnaire, diplomate et homme politique autrichien († 10 mars 1986).
  - Richard Marillier, militaire, résistant, dirigeant du cyclisme et écrivain français († 27 janvier 2017).
  - Franz Mazura, baryton-basse autrichien († 23 janvier 2020).
- 23 avril :
  - Jiří Horák, homme politique tchécoslovaque († 25 juillet 2003).
  - Ruth Leuwerik, actrice allemande († 12 janvier 2016).
  - Margit Sandemo, écrivaine norvégienne († 1er septembre 2018).
- 24 avril :
  - Pierre Adam, coureur cycliste français († 24 septembre 2012).
  - Nora Bustamante Luciani, médecin et historienne vénézuélienne († 9 novembre 2012).
  - François Dagognet, philosophe français († 3 octobre 2015).
  - Clement Freud, animateur de radio, écrivain, homme politique et chef cuisinier britannique († 15 avril 2009).
- 26 avril :
  - Jože Ciuha, peintre slovène († 12 avril 2015).
  - Guy Môquet, militant communiste français († 22 octobre 1941).
  - Leigh Richardson, journaliste et homme politique belizien († 27 octobre 2008).
- 27 avril : René Laubiès, peintre français († 13 novembre 2006).
- 28 avril : Kenneth Kaunda, homme d'État zambien († 17 juin 2021).
- 29 avril : Zizi Jeanmaire, danseuse et chanteuse française († 17 juillet 2020).
- 30 avril :
  - Sheldon Harnick, compositeur américain († 23 juin 2023).
  - Aubelin Jolicoeur, journaliste, chroniqueur et homme politique haïtien († 14 février 2005).
- ? avril : Zoubeir Turki, peintre et sculpteur tunisien († 23 octobre 2009).

## Mai
- 1er mai : Charles Paccou, homme politique français († 3 mars 2016).
- 2 mai :
  - Theodore Bikel, acteur et chanteur américain († 21 juillet 2015).
  - Aafje Heynis, contralto néerlandaise († 16 décembre 2015).
- 3 mai :
  - Michel Bacos, pilote de ligne français († 26 mars 2019).
  - Isadore Singer, mathématicien américain († 11 février 2021).
  - Jane Morgan, chanteuse américaine († 4 août 2025).
- 5 mai :
  - Joy Chinery, chanteuse britannique († 31 août 2015).
  - Fernand Grosjean, skieur alpin suisse († 19 août 2015).
  - « Parrita » (Agustín Parra Vargas), matador espagnol († 6 juin 1994).
- 6 mai : 
  - David Marshall Lang, historien britannique († 20 mars 1991).
  - Maurice Mollin, coureur cycliste belge († 5 août 2003).
  - Laurie Webb, acteur gallois.
- 7 mai :
  - Yves Bescond, évêque catholique français († 23 août 2018).
  - Marjorie Boulton, femme de lettres britannique († 30 août 2017).
  - James Learmonth Gowans, médecin et immunologiste britannique († 1er avril 2020).
- 10 mai : André Mészáros, peintre français d'origine hongroise († 14 novembre 2005).
- 11 mai : Kōjō Tanaka, photographe japonais († 6 mai 2016).
- 12 mai :
  - Claribel Alegría, écrivaine nicaraguayenne et salvadorienne († 25 janvier 2018).
  - Tony Hancock, acteur anglais  († 24 juin 1968).
  - Sheik Chinna Moulana, musicien indien († 13 avril 1999).
- 13 mai : Giovanni Sartori, politologue italien († 4 avril 2017).
- 14 mai :
  - Marcel Cuvelier, comédien français († 6 janvier 2015).
  - Marcel Robin, sociologue français († 19 novembre 2010).
  - Coco Schumann, guitariste et musicien de jazz allemand († 28 janvier 2018).
- 16 mai : Dawda Jawara, homme d'État gambien, président de la république de Gambie († 27 août 2019).
- 17 mai :
  - Gabriel Bacquier, chanteur d'opéra français († 13 mai 2020).
  - Roy Bentley, footballeur anglais († 20 avril 2018).
  - Marie-Thérèse Cheroutre, historienne française († 4 janvier 2020).
  - Pierre-Henry, peintre figuratif français († 10 novembre 2015).
- 18 mai : Wolfgang Rindler, physicien autrichien († 8 février 2019).
- 19 mai : Yves Bescond, évêque catholique français († 23 août 2018).
- 21 mai : Marie-Adélaïde de Luxembourg, membre de la famille grand-ducale de Luxembourg († 28 février 2007).
- 22 mai :
  - Charles Aznavour, chanteur et acteur français († 1er octobre 2018).
  - Walter Buckpesch, homme politique allemand († 25 janvier 2018).
  - Yoshiaki Arata, physicien japonais († 5 juin 2018).
- 23 mai :
  - Flora Groult, écrivain français († 3 juin 2001).
  - Antje Huber, femme politique allemande († 30 septembre 2015).
- 24 mai : Pierre Angel, footballeur français († 30 mars 1998).
- 25 mai :
  - David Atlas, météorologue américain († 10 novembre 2015).
  - Edmond Haan, footballeur français († 15 août 2018).
  - Gabriel Paris, peintre et décorateur de cinéma français († 31 janvier 2000).
  - Germano Proverbio, religieux et latiniste italien († 27 mars 2020).
- 26 mai :
  - Arnaldo Benfenati, coureur cycliste italien († 9 juin 1986).
  - Henry-Louis de La Grange, musicologue français († 27 janvier 2017).
- 27 mai : John Sumner, directeur artistique et fondateur du Melbourne Theatre Company († 24 mai 2013).
- 28 mai : Paul Hébert, acteur canadien († 20 avril 2017).
- 29 mai : Behjat Sadr, peintre iranienne († 10 août 2009).
- 30 mai : Norbert Schemansky, haltérophile américain († 7 septembre 2016).
- 31 mai :
  - Gisela May, actrice et chanteuse allemande († 2 décembre 2016).
  - Ida Presti, guitariste française († 24 avril 1967).

## Juin
- 1er juin :
  - Albion Knight, Jr., homme politique et pasteur anglican américain († 22 mai 2012).
  - Gertrud Koch, résistante allemande († 20 juin 2016).
- 3 juin :
  - Léon Hurez, homme politique belge († 27 juillet 2004).
  - Muthuvel Karunanidhi, homme politique indien († 7 août 2018).
  - Quique Martín, joueur et entraîneur de football espagnol († 12 avril 2016).
  - Petraq Pilika, mathématicien albanais († avril 2009).
- 4 juin : Dennis Weaver, acteur américain († 24 février 2006).
- 5 juin : Charles Ravier, compositeur, directeur musical et chef d'ensemble vocal français († 5 mars 1984).
- 6 juin :
  - Orna Porat, actrice de théâtre israélienne († 6 août 2015).
  - W. Marvin Watson, homme politique américain († 26 novembre 2017).
- 7 juin : Aarne Honkavaara, joueur et entraîneur de hockey sur glace finlandais († 22 mars 2016).
- 8 juin : Sheldon Allman, acteur, compositeur et scénariste américain († 22 janvier 2002).
- 9 juin :
  - Tony Britton, acteur britannique († 22 décembre 2019).
  - Pierre Garmendia, homme politique français († 5 février 2016).
  - Julien Le Bas, athlète français spécialiste du sprint († 25 novembre 2021).
  - Jean Mathieu, annonceur, comédien et animateur canadien († 23 août 2017).
- 10 juin : 
  - Jean-Jacques Bastian, adolescent résistant français en Alsace pendant la Seconde Guerre mondiale († 4 novembre 2018).
  - Friedrich L. Bauer, informaticien allemand († 26 mars 2015).
- 12 juin :
  - George H. W. Bush, ancien président des États-Unis († 30 novembre 2018).
  - Jacques Pras, coureur cycliste français († 18 juillet 1992).
- 13 juin : Bronisław Baczko, historien de la philosophie polonais († 29 août 2016).
- 15 juin : Paul Amargier, religieux dominicain et historien français († 8 janvier 2021).
- 17 juin :
  - André Bouler, peintre français († 3 juillet 1997).
  - Keith Larsen, acteur, réalisateur, producteur et scénariste américain († 13 décembre 2006).
  - Rune Larsson, athlète suédois spécialiste du 400 mètres haies († 17 septembre 2016).
- 18 juin : Charles Cottet, peintre suisse († 4 septembre 1987).
- 19 juin : Sybren Polet, écrivain et[poète néerlandais († 19 juillet 2015).
- 20 juin : 
  - Louis Astre, syndicaliste français († 27 octobre 2020).
  - Chet Atkins, guitariste et producteur américain († 30 juin 2001).
  - Fritz Koenig, sculpteur allemand († 22 février 2017).
- 21 juin : 
  - Ezzatollah Entezami, acteur iranien († 17 août 2018).
  - Jean Vilmont, acteur français († 12 septembre 2021).
- 22 juin : Norbert Callens, coureur cycliste belge († 12 mars 2005).
- 23 juin :
  - Siro Bianchi, coureur cycliste franco-italien († 16 juin 1992).
  - Pierre Régis, homme politique français († 1er mars 1999).
  - Angelico Surchamp, moine bénédictin, musicologue et éditeur français († 1er mars 2018).
- 24 juin :
  - Jean Acquaviva, scénariste de bandes dessinées français († 14 mars 2015).
  - Charles Cornet d'Elzius, homme politique belge († 27 juin 2006).
  - Jacques Pelzer, saxophoniste et flûtiste de jazz belge († 6 août 1994).
  - Estela Quesada, femme politique costaricienne († 18 mars 2011).
  - Michel Ragon,  écrivain, critique d'art, critique littéraire et historien de l'architecture français († 14 février 2020).
  - Colette Richard, actrice française († 6 septembre 2020).
- 25 juin : 
  - Yatsuko Tan'ami, actrice japonaise.
  - Dimitar Isakov, footballeur bulgare.
  - Jacques Monory, peintre français († 17 octobre 2018).
  - Sidney Lumet, réalisateur américain († 9 avril 2011).
- 26 juin :
  - Richard Bull, acteur américain († 3 février 2014).
  - Roger Forissier, peintre et graveur français († 5 décembre 2003).
  - Grace Onyango, femme politique kényane († 8 mars 2023).
- 27 juin :
  - Maud Linder, réalisatrice, journaliste, scénariste et productrice de cinéma française († 25 octobre 2017).
  - Herbert Weiz, homme politique allemand († 22 novembre 2023).
- 28 juin : Danilo Dolci, activiste politique non-violent, sociologue, écrivain, éducateur et poète italien († 30 décembre 1997).
- 29 juin :
  - Ezra Laderman, compositeur de musique classique américain († 28 février 2015).
  - Paul Morin, homme politique français († 28 juillet 2020).
  - David Rubinger, reporter-photographe israélien († 1er mars 2017).
- 30 juin : Françoise Adnet, peintre française († 9 mars 2014).

## Juillet
- 1er juillet :
  - Fred Deux, dessinateur et écrivain français († 9 septembre 2015).
  - Georges Rivière, acteur français († 25 avril 2011).
- 2 juillet : Pierre Morosini, peintre français († 13 octobre 2009).
- 3 juillet :
  - Mette Madsen, femme politique danoise († 12 décembre 2015).
  - Sellapan Ramanathan, homme d'État singapourien, président de la République († 22 août 2016).
  - Ángel Tavira, compositeur, violoniste et acteur mexicain († 30 juin 2008).
- 4 juillet :
  - Arthur Moulin, homme politique français († 9 mai 2017).
  - Eva Marie Saint, actrice américaine.
- 5 juillet : 
  - Edward Idris Cassidy, cardinal australien († 10 avril 2021).
  - Iska Khan, acteur français († 13 juin 2006).
- 6 juillet : 
  - Khanpacha Nouradilov, militaire tchétchène, héros de l'Union soviétique († 12 septembre 1942).
  - Jean Périsson, chef d'orchestre français († 18 février 2019).
  - Robert Michael White, astronaute de l'USAF américain († 17 mars 2010).
  - Donald Pelmear, acteur britannique († 11 janvier 2025).
- 7 juillet : Franz Carlier, footballeur belge († 9 septembre 2006).
- 8 juillet : Georges Sesia, footballeur français († 12 mai 2016).
- 9 juillet : Henri Lécuyer, haut fonctionnaire français et militant breton († 2 mars 2015).
- 10 juillet :
  - Johnny Bach, joueur et entraîneur américain de basket-ball († 18 janvier 2016).
  - Jean-Jacques Bastian, résistant français († 4 novembre 2018).
  - Roger-Edgar Gillet, peintre et graveur français († 2 octobre 2004).
- 11 juillet :
  - Henry Hermand, dirigeant d'entreprise français († 6 novembre 2016).
  - Bertina Lopes, peintre et sculptrice mozambicaine († 10 février 2012).
  - Cheikh Sidy Mokhtar Mbacké, chef religieux sénégalais († 10 janvier 2018).
- 12 juillet : 
  - Maurice Siman, joueur de rugby à XV français († 24 juillet 2015).
  - George Tscherny, graphiste américain d'origine hongroise († 13 novembre 2023).
- 13 juillet : Jacques Braconnier, homme politique français († 15 décembre 1999).
- 14 juillet :
  - Val Avery, acteur américain d'ascendance arménienne († 12 décembre 2009).
  - Édouard Righetti, graveur, dessinateur et peintre français († 20 décembre 2001).
- 15 juillet : 
  - Sir David Cox, statisticien britannique († 19 janvier 2022).
  - Claude Fiefel, résistant et français († 18 juin 2018).

- 16 juillet : Luc Simon, peintre français († 6 novembre 2011).
- 17 juillet :
  - Dương Bích Liên, peintre vietnamien († 12 décembre 1988).
  - Li Li-hua, actrice hongkongaise († 19 mars 2017).
- 19 juillet : Marguerite Martel, athlète française († 1er mars 2023)
- 20 juillet :
  - Lola Albright, actrice et chanteuse américaine († 23 mars 2017).
  - Mort Garson, compositeur canadien († 7 janvier 2008).
  - Josip Uhač, cardinal yougoslave de la curie romaine († 18 janvier 1998).
- 21 juillet : Yves Faucheur, peintre, décorateur et costumier de théâtre français († 1er mars 1985).
- 22 juillet : Věra Kubánková, actrice tchèque († 13 avril 2016).
- 23 juillet : 
  - Osman Bayezid Osmanoğlu, chef de la famille impériale de Turquie qui a régné sur l’Empire ottoman († 6 janvier 2017).
  - Sabine Weiss, photographe franco-suisse († 28 décembre 2021).
- 24 juillet :
  - Janine Charrat, danseuse, chorégraphe et directrice de ballet française († 29 août 2017).
  - Philippe Morisson, peintre, auteur de collages et graveur (lithographe et aquafortiste) abstrait géométrique français († 28 décembre 1994).
- 26 juillet :
  - Stanisław Komornicki, général de l'armée polonaise († 10 avril 2010).
  - James McCord, agent américain du FBI et de la CIA († 15 juin 2017).
- 27 juillet : Otar Taktakichvili, compositeur, professeur et chef d'orchestre soviétique d'origine géorgienne († 21 février 1989).
- 29 juillet : Lloyd Bochner, acteur canadien († 29 octobre 2005).
- 30 juillet : William H. Gass, écrivain américain († 6 décembre 2017).
- 31 juillet : Fred Wendorf, archéologue américain († 15 juillet 2015).

## Août
- 1er août :
  - Abdallah ben Abdelaziz Al Saoud, roi d'Arabie saoudite et gardien des deux saintes mosquées († 23 janvier 2015).
  - Frank Havens, céiste américain  († 22 juillet 2018).
- 2 août :
  - James Baldwin, écrivain américain († 1er décembre 1987).
  - Paul Bouchet, avocat et conseiller d'État honoraire français († 25 mars 2019).
  - Vladeta Jerotić, psychiatre et écrivain serbe († 4 septembre 2018).
  - Carroll O'Connor, acteur américain († 21 juin 2001).
  - Ángel Luis Bienvenida, matador espagnol († 3 février 2007).
- 3 août :
  - Serge Bonnet, prêtre dominicain et sociologue français († 18 décembre 2015).
  - Jean Gruault, scénariste, dramaturge et producteur français († 8 juin 2015).
- 5 août :
  - Kéba Mbaye, juriste sénégalais, vice-président de la Cour pénale internationale de 1981 à 1990, président du Tribunal arbitral du sport, ancien vice-président du CIO († 11 janvier 2007).
  - Virginio Rognoni, homme politique italien († 20 septembre 2022).
- 6 août :
  - Hélène Martini, directrice de théâtres, cabarets et salles de spectacle française († 5 août 2017).
  - Philippe Washer, joueur de tennis belge († 27 novembre 2015).
- 7 août :
  - Jean Dorst, naturaliste français († 8 août 2001).
  - Guy Rabstejnek, footballeur français († 31 janvier 2003).
- 8 août :
  - Gene Deitch, animateur, réalisateur, producteur et auteur de bande dessinée américain († 16 avril 2020).
  - Lia van Leer, réalisatrice israélienne († 13 mars 2015).
- 11 août : Boris Karlov, accordéoniste bulgare († 12 décembre 1964).
- 12 août : 
  - Witold Mańczak, linguiste polonais († 12 janvier 2016).
  - Lucy Salani, femme trans italienne survivante de la Shoah († 22 mars 2023).
- 13 août : Serafim Fernandes de Araújo, cardinal brésilien, archevêque émérite de Belo Horizonte († 8 octobre 2019).
- 14 août :
  - Andrea Carrea, coureur cycliste italien († 13 janvier 2013).
  - Georges Prêtre, chef d'orchestre français († 4 janvier 2017).
  - Rangjung Rigpe Dorje, 16e karmapa, chef d'une école bouddhiste tibétaine († 5 novembre 1981).
- 15 août :
  - Vincent Beck, acteur américain († 24 juillet 1984).
  - Robert Bolt, dramaturge, scénariste, réalisateur et acteur britannique († 20 février 1995).
  - Phyllis Schlafly, conservatrice américaine († 5 septembre 2016).
- 16 août : Fess Parker, acteur américain († 18 mars 2010).
- 17 août :
  - Jean-Paul Alata, homme politique guinéen d'origine française († septembre 1978).
  - Charles Simmons, romancier et journaliste américain († 1er juin 2017).
- 20 août  : Paul-André Sadon, ancien haut magistrat français († 11 juillet 2022).
- 21 août  : Arthur Janov, psychologue américain († 1er octobre 2017).
- 22 août :
  - Alighiero Ridolfi, coureur cycliste italien († 3 avril 1978).
  - Ada Jafri, poétesse pakistanaise († 12 mars 2015).
  - Andimba Toivo ya Toivo, homme politique namibien († 9 juin 2017).
- 23 août :
  - Siro Bianchi, coureur cycliste franco-italien († 16 juin 1992).
  - Wang Danfeng, actrice chinoise († 2 mai 2018).
  - Madeleine Riffaud, de la résistance, poétesse, journaliste et correspondante de guerre française († 6 novembre 2024).
  - Robert Solow, économiste américain († 21 décembre 2023).
- 24 août :
  - Ahmadou Ahidjo, homme politique camerounais († 30 novembre 1989).
  - Jimmy Gardner, acteur britannique († 3 mai 2010).
- 25 août : Allan Edwall, acteur, réalisateur, scénariste, metteur en scène, dramaturge, écrivain et musicien (auteur-compositeur-interprète) suédois († 7 février 1997).
- 27 août : Paolo Piffarerio, dessinateur de bande dessinée italien († 30 juin 2015).
- 28 août : 
  - Janet Frame, écrivaine néo-zélandaise († 29 janvier 2004).
  - Bronisław Kierzkowski, peintre polonais († 21 mai 1993).
- 29 août :
  - Guy Deplus, clarinettiste français († 14 janvier 2020),
  - María Dolores Pradera, chanteuse et actrice espagnole († 28 mai 2018),
  - Clyde Scott, athlète américain, spécialiste du 110 mètres haies († 30 janvier 2018),
- 31 août :
  - Thomas J. Hudner, Jr., aviateur naval et officier américain († 13 novembre 2017),
  - Danièle Perré, peintre française († 7 mai 2009),
  - George Sewell, acteur britannique († 1er avril 2007).
  - Herbert Wise, réalisateur et producteur autrichien († 5 août 2015).

## Septembre
- 2 septembre : 
  - Henri Krasucki, syndicaliste français († 24 janvier 2003).
  - Daniel arap Moi, homme d'État kényan ; président de la république du Kenya († 4 février 2020).
- 3 septembre :
  - Carlos Cañas, peintre salvadorien († 14 avril 2013).
  - Louise Étienne, chanteuse française († 22 mars 2016).
  - Yosihiko Sinoto, anthropologue américain d’origine japonaise († 4 octobre 2017).
- 4 septembre : César Rueda, footballeur espagnol († 31 octobre 1991).
- 5 septembre :
  - Georges Fontès, homme politique français († 2 mars 2020).
  - René Samzun, footballeur français († 4 mai 2005).
- 6 septembre : Mario De Donà, graphic designer, peintre, dessinateur, graveur et affichiste italien († 21 mars 2009).
- 7 septembre :
  - Fred Singer, physicien et professeur émérite autrichien naturalisé américain († 6 avril 2020).
  - Omer Van Boxelaer, joueur et entraîneur de football belge († 19 septembre 2016).
- 8 septembre : 
  - Ralph Messac, avocat et journaliste français († 17 avril 1999).
  - Marie-Claire Kirkland-Casgrain, première femme politique québécoise à être député à l'Assemblée Nationale en 1961 († 24 mars 2016).
  - Guy-Pierre Gautier, résistant français († 30 décembre 2024).
- 9 septembre :
  - Hermidita, footballeur espagnol († 17 septembre 2005).
  - Rik Van Steenbergen, coureur cycliste belge († 15 mai 2003).
  - Luba Genush, artiste multidiciplinaire canadienne  († 6 mai 2021).
- 10 septembre : Boyd K. Packer, leader religieux américain († 3 juillet 2015).
- 11 septembre : Daniel Akaka, homme politique américain († 6 avril 2018).
- 13 septembre :
  - Norman Alden, acteur américain († 27 juillet 2012).
  - Léonel Beaudoin, homme politique fédéral provenant du Québec († 28 juillet 2021).
  - Scott Brady, acteur américain († 16 avril 1985).
  - Maurice Jarre, compositeur français († 29 mars 2009).
  - Gilles Valdès, illustrateur français († 23 février 2018).
- 14 septembre : Manabu Mabe, peintre nippo-brésilien († 22 septembre 1997).
- 15 septembre : Lucebert, poète, peintre et dessinateur néerlandais († 10 mai 1994).
- 16 septembre :
  - Lauren Bacall, actrice américaine († 12 août 2014).
  - Raoul Coutard, réalisateur et directeur de la photographie de cinéma français († 8 novembre 2016).
  - Gianfranco De Bosio, réalisateur italien de théâtre et de cinéma († 2 mai 2022).
  - Heinz Müller, coureur cycliste allemand († 15 mai 2003).
  - Annick Pizigot, résistante française († 26 novembre 1945).
- 17 septembre :
  - Hou Bo, photographe chinoise († 26 novembre 2017).
  - Alphonsus Liguori Penney, prélat de l'Église catholique canadien († 12 décembre 2017).
- 18 septembre :
  - J. D. Tippit, officier de police de Dallas mort en service lors de l'assassinat de John F. Kennedy († 22 novembre 1963).
  - Radha Poonoosamy, femme politique mauricienne († janvier 2008).
- 19 septembre : Donald Harron, acteur et réalisateur († 17 janvier 2015).
- 20 septembre : Alberto Tejada Burga, arbitre de football péruvien († 20 janvier 2018).
- 21 septembre : Jean Ricardon, peintre français († 2 avril 2018).
- 22 septembre :
  - Martin Barré, peintre français († 8 juillet 1993).
  - Hilaire Couvreur, coureur cycliste belge († 17 février 1998).
  - Bernard Gauthier, coureur cycliste français († 23 novembre 2018).
  - Rosamunde Pilcher, écrivaine britannique († 6 février 2019).
- 23 septembre :
  - Jean Piat, acteur et écrivain français († 18 septembre 2018).
  - Marion Tournon-Branly, architecte française († 15 mai 2016).
  - Paul Bony, prêtre sulpicien, théologien, professeur d'exégèse et parolier de chants religieux français.
- 24 septembre :
  - Michel Renard, homme politique martiniquais († 17 décembre 2015).
  - Voúla Zoubouláki, actrice grecque († 7 septembre 2015).
  - Olavi Osvald Rinteenpaa, athlète finlandais († 10 janvier 2022).
- 25 septembre :
  - Grégoire Haddad, prélat catholique libanais († 23 décembre 2015).
  - Alois Pfeiffer, syndicaliste et homme politique allemand († 1er août 1987).
- 27 septembre :
  - Robert Després, homme d'affaires québécois († 14 juin 2016).
  - Bud Powell, pianiste de jazz américain († 31 juillet 1966).
- 28 septembre : 
  - Pierre Aigrain, physicien et homme politique français († 30 octobre 2002).
  - Roudolf Barchaï, altiste et chef d'orchestre soviétique puis russe, naturalisé israélien († 2 novembre 2010).
  - Marcello Mastroianni, comédien italien († 19 décembre 1996).
  - Rosetta Reitz, historienne du jazz et féministe américaine († 1er novembre 2008).
- 29 septembre :
  - Antoine Culioli, linguiste français († 10 février 2018).
  - Kalle Havulinna, joueur de hockey sur glace finlandais († 9 juillet 2016).
  - Bernard Pottier, linguiste, hispaniste et américaniste français.
- 30 septembre :
  - Truman Capote, écrivain américain († 25 août 1984).
  - János Veiczi, réalisateur et scénariste hongro-est-allemand († 26 juin 1987).

## Octobre
- 1er octobre : Jimmy Carter, homme d'état américain et ancien président des États-Unis († 29 décembre 2024).
- 2 octobre : François Arnal, peintre français († 28 octobre 2012).
- 5 octobre :
  - Bill Dana, acteur, scénariste et producteur américain († 15 juin 2017)
  - Nello Lauredi, coureur cycliste français d'origine italienne († 8 avril 2001).
  - Bernard Noël, acteur français († 2 septembre 1970).
  - Guy Piérauld, acteur et scénariste français († 16 juin 2015).Jimmy Carter, 39 ème président des États-Unis

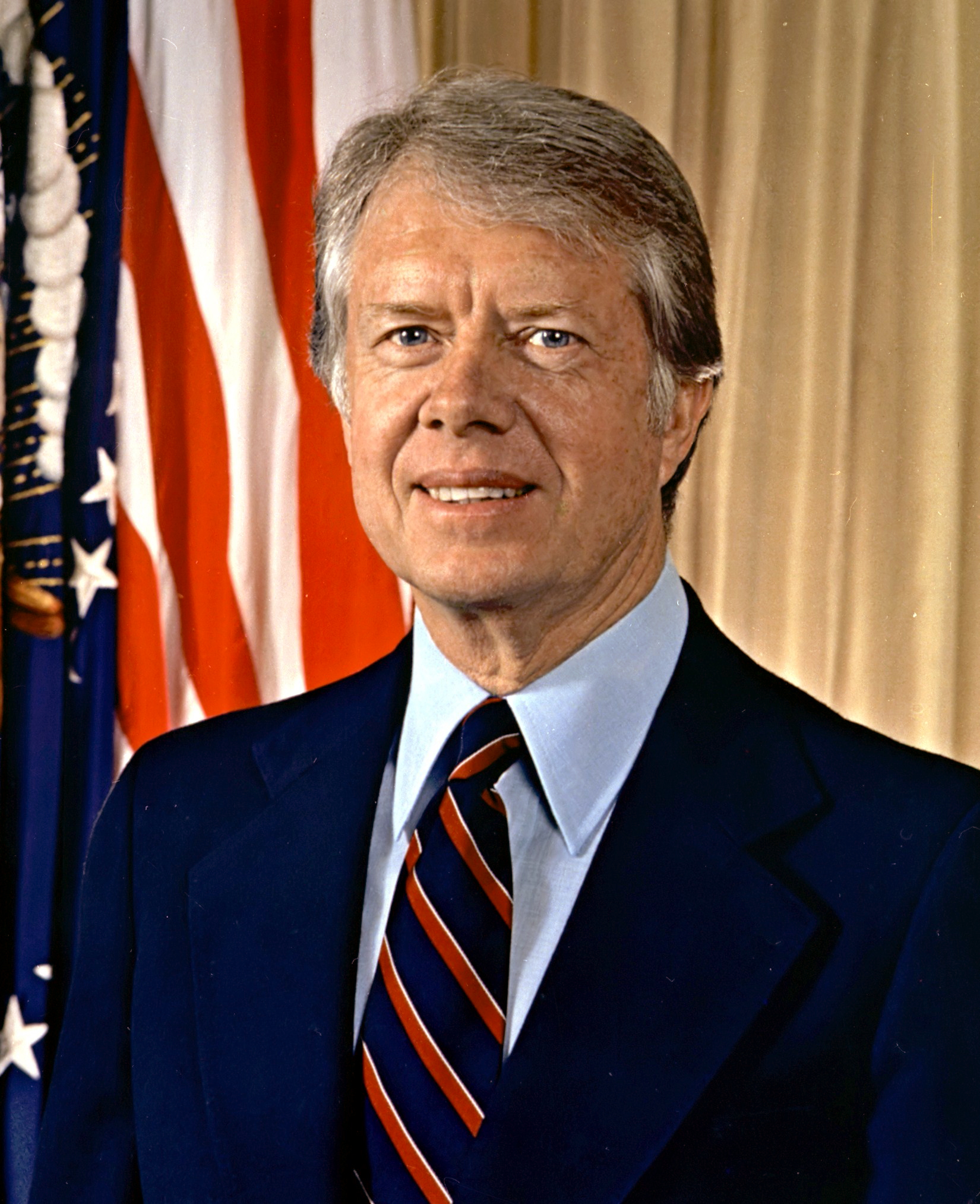
Jimmy Carter, 39 ème président des États-Unis

- 6 octobre : Charles Poswick, homme politique belge († 28 juillet 1994).
- 8 octobre :
  - Alphons Egli, homme politique suisse († 5 août 2016).
  - Frederick Kovaleski, joueur de tennis américain et agent de la CIA († 25 mai 2018).
  - Aloísio Lorscheider, cardinal brésilien († 23 décembre 2007).
  - Sayed Rasoul Raissi, haltérophile iranien († 23 juillet 2015).
- 9 octobre :
  - Carla Accardi, peintre italienne († 23 février 2014).
  - Reginald Arnold, coureur cycliste australien († 23 juillet 2017).
  - Robert A. Rushworth, astronaute américain († 17 mars 1997).
  - Navvab Safavi, militant islamiste iranien († 18 janvier 1956).
- 10 octobre :
  - Pierre Dolbeault, mathématicien français († 12 juin 2015).
  - Denise Domenach-Lallich, résistante française († 19 juillet 2020).
  - Évelyne Sullerot, sociologue et militante féministe française († 31 mars 2017).
- 11 octobre :
  - Pierre Patureau, peintre français († 1er mars 2020).
  - Mal Whitfield, athlète américain spécialiste du 400 et du 800 mètres († 19 novembre 2015).
- 12 octobre : Mímis Pléssas, musicien grec († 5 octobre 2024).
- 14 octobre : Ramón Castro Ruz, frère aîné de Fidel et Raúl Castro († 23 février 2016).
- 15 octobre :
  - Marguerite Andersen, romancière, essayiste et poète franco-ontarienne († 1er octobre 2022).
  - Nigel Green, acteur britannique († 15 mai 1972).
  - Mary Hesse, philosophe scientifique anglaise († 2 octobre 2016).
  - Maurice Perche, homme politique français († 19 mai 2017).
  - Douglas Reeman, romancier britannique († 23 janvier 2017).
- 16 octobre : Daniël van Pottelberghe, footballeur belge († 1er juin 2006).
- 19 octobre : 
  - Raymond Krug, footballeur français († 8 janvier 1990).
  - Lubomír Štrougal, homme d’État tchèque († 6 février 2023).
  - Odette Bergoffen, résistante française.
- 21 octobre : Jean Lanher, linguiste français († 4 janvier 2018).
- 22 octobre :
  - Alieu Ebrima Cham Joof, historien, homme politique, écrivain, syndicaliste, animateur et directeur des programmes de radio gambien († 2 avril 2011).
  - Arne Melchior, homme politique danois († 24 septembre 2016).
- 24 octobre :
  - Rafael Asca, joueur de football péruvien († 8 octobre 2017).
  - Madeleine Aumont, catholique française, célèbre pour avoir témoigné de quarante-neuf apparitions christiques († 27 janvier 2016).
  - Gaston Viens, homme politique français († 21 décembre 2015).
- 25 octobre : Billy Barty, acteur et activiste américain pour les droits des personnes de petite taille († 23 décembre 2000).
- 26 octobre :
  - Constantin Brodzki, architecte belgo-polonais († 28 mars 2021).
  - Giuseppe Cerami, homme politique italien († 23 février 1989).
  - Koizumi Junsaku, peintre et potier japonais († 9 janvier 2012).
- 27 octobre :
  - Firuz Kazemzadeh, historien américain d'origine iranienne († 17 mai 2017).
  - Ronnie Taylor, cadreur et directeur de la photographie britannique († 3 août 2018).
  - George Wallington, pianiste de jazz américain († 15 février 1993).
- 28 octobre : Max DePree, chef d'entreprise américain († 8 août 2017).
- 30 octobre :
  - Jacques Aubuchon, acteur américain († 28 décembre 1991).
  - Norman Bird, acteur anglais († 22 avril 2005).
  - René Mouille, ingénieur du secteur aéronautique et spatial français († 10 janvier 2019).
- 31 octobre : Enrico Baj, peintre italien († 16 juin 2003).

## Novembre
- 1er novembre :
  - Süleyman Demirel, homme d'État turc († 17 juin 2015).
  - Jean-Luc Pépin, homme politique provenant du Québec († 30 septembre 1995).
- 2 novembre : Rudy Van Gelder, ingénieur du son américain spécialisé dans le jazz († 25 août 2016).
- 3 novembre :
  - Mohamed Belouizdad, premier responsable de l'Organisation Spéciale, branche militaire du Parti du peuple algérien († 14 janvier 1952).
  - Slobodan Novak, romancier et essayiste croate († 25 juillet 2016).
  - Leonid Zorine, dramaturge et scénariste soviétique puis russe († 31 mars 2020).
- 4 novembre : Francis Meunier, peintre surréaliste français († 3 avril 1995).
- 5 novembre : Alice Colonieu, céramiste, sculptrice et peintre française († 16 juillet 2010).
- 8 novembre :
  - Johnny Bower, joueur de hockey sur glace canadien († 26 décembre 2017).
  - Dmitri Iazov, maréchal de l'Union soviétique, ministre de la défense de l'URSS († 25 février 2020).
  - Robert Lebel, évêque catholique canadien de Valleyfield († 25 mai 2015).
  - Philippe Roberts-Jones, historien de l'art belge († 9 août 2016).
- 9 novembre : Pierrette Favarger, céramiste française († 24 février 2015).
- 11 novembre : 
  - Lleó Borrell, compositeur et pianiste de jazz espagnol († 18 février 1994).
  - Jean Meyer, historien français († 18 avril 2022).
  - Jean Margat, hydrogéologue français († 2 février 2025).
- 12 novembre : Audouin Dollfus, astronome français († 1er octobre 2010).
- 13 novembre :
  - Jacques Amyot, nageur canadien († 7 septembre 2018).
  - Matthias Mauritz, footballeur allemand († 21 novembre 2016).
- 15 novembre : Philippe Lejeune, peintre français († 24 avril 2014).
- 16 novembre :
  - Carlos Camacho, homme politique américain († 6 décembre 1979).
  - Erika Mahringer, skieuse alpine autrichienne († 30 octobre 2018).
  - Jean Seitlinger, avocat et homme politique français († 2 septembre 2018).
- 17 novembre : Karl Kvaran, peintre et dessinateur islandais († 9 août 1989).
- 18 novembre : Jean Chevolleau, peintre français († 20 novembre 1996).
- 19 novembre :
  - William Russell, acteur britannique († 3 juin 2024).
  - Christiane Sertilange, actrice française († 25 juin 2018).
- 20 novembre : Benoît Mandelbrot, mathématicien français († 14 octobre 2010).
- 21 novembre :
  - Joseph Campanella, acteur américain († 16 mai 2018).
  - Michel Holley, architecte français († 18 mars 2022).
  - Milka Planinc, femme politique yougoslave († 7 octobre 2010).
  - Christopher Tolkien, éditeur britannique († 16 janvier 2020).
- 23 novembre : André Rosseel, coureur cycliste belge († 8 décembre 1965).
- 24 novembre : Lucien Lazare, historien et résistant français.
- 25 novembre :
  - Paul Desmond, saxophoniste de jazz américain († 30 mai 1977).
  - Lydie Dupuy, femme politique française († 8 juin 2017).
  - Ante Marković, homme politique croate († 28 novembre 2011).
- 26 novembre : Irwin Hoffman, chef d'orchestre américain († 19 mars 2018).
- 27 novembre : Naftali Bezem, peintre, sculpteur, illustrateur et lithographe israélien († 2 octobre 2018).
- 28 novembre : Maurice Obréjan, résistant français († 24 juin 2017).
- Norbert Terry, producteur, réalisateur et distributeur de films pornographiques français.
- 30 novembre : Klaus Huber, compositeur et pédagogue suisse († 2 octobre 2017).

## Décembre
- 2 décembre : Jack Davis, dessinateur de bandes dessinées américain († 27 juillet 2016).
- 3 décembre :
  - Pierre Michel, peintre suisse († 28 mars 2009).
  - Joseph Morvan, coureur cycliste français († 26 juillet 1999).
  - Francisco Sionil José, écrivain philippin († 6 janvier 2022).
- 4 décembre :
  - John Portman, architecte et promoteur immobilier américain († 29 décembre 2017).
  - Jacques Thébault, acteur français de doublage († 15 juillet 2015).
- 5 décembre :
  - David Culver, homme d'affaires canadien († 6 février 2017).
  - Sam Glanzman, dessinateur de comics américain († 12 juillet 2017).
  - George Savalas, acteur américain († 2 octobre 1985).
- 6 décembre :
  - Wally Cox, acteur américain († 15 février 1973).
  - Eric Merriman, scénariste et acteur anglais († 2 juin 2003).
  - Daniel Mothé, ouvrier, militant et sociologue français.
- 7 décembre :
  - Marcel Mansat, footballeur français († 30 septembre 1996).
  - Mário Soares, homme d'État portugais († 7 janvier 2017).
- 8 décembre : Lucio Colletti, philosophe et homme politique italien († 3 novembre 2001).
- 9 décembre : 
  - Manlio Sgalambro, philosophe, poète et dramaturge italien († 6 mars 2014).
  - Ghislain Dussart, photographe et peintre français († 1er juin 1996).
- 10 décembre :
  - Mitzura Arghezi, femme politique et actrice roumaine († 27 octobre 2015).
  - Nabi Khazri, poète azerbaïdjanais († 15 janvier 2007).
- 11 décembre :
  - Charles Bachman, informaticien américain († 13 juillet 2017).
  - Olga Bianchi, pacifiste et féministe chilienne († 30 août 2015).
  - Giovanni Saldarini, cardinal italien, archevêque émérite de Turin († 18 avril 2011).
- 12 décembre : Pierre Chatton, musicien, chef de chœur, compositeur et enseignant suisse († 26 janvier 2019).
- 13 décembre : 
  - Robert Coogan, acteur américain († 12 mai 1978).
  - Marie-Claire Boyet, militante française († 15 octobre 1957).
- 14 décembre : 
  - Linda Hopkins, chanteuse américaine († 10 avril 2017).
  - Siiri Rantanen, skieuse finlandaise († 5 mai 2023).
  - Marge Redmond, actrice américaine († 10 février 2020).
- 15 décembre : 
  - Nek Chand, artiste indien autodidacte († 12 juin 2015).
  - Esther Bejarano, musicienne allemande († 10 juillet 2011).
- 16 décembre :
  - Antônio Carlos Konder Reis, homme politique brésilien († 12 juin 2018).
  - Jerzy Skarżyński, peintre, décorateur, scénographe de théâtre et de cinéma, illustrateur et enseignant polonais († 7 janvier 2004).
- 17 décembre :
  - Josiane Somers, résistante française et agent de renseignement († 31 mai 2010).
  - Béla Zsitnik, rameur d'aviron hongrois († 12 janvier 2019).
- 19 décembre :
  - Gust Graas, homme d'affaires et peintre luxembourgeois († 19 février 2020).
  - Doug Harvey, joueur de hockey sur glace canadien († 26 décembre 1989).
  - Edmund Purdom, acteur et réalisateur britannique († 1er janvier 2009).
  - Michel Tournier, écrivain français († 18 janvier 2016).
  - Cicely Tyson, actrice américaine († 28 janvier 2021).
- 20 décembre :
  - Charlie Callas, acteur américain († 27 janvier 2011).
  - Friederike Mayröcker, écrivaine autrichienne († 4 juin 2021).
- 21 décembre : Alphonse Allain, poète et écrivain français en langue normande († 20 juin 2022).
- 23 décembre : Marcel Plasman, homme politique belge († 28 juillet 2020).
- 24 décembre : 
  - Qiao Shi, homme politique chinois († 14 juin 2015).
  - Marc Ferro, universitaire et historien français († 21 avril 2021).
  - Roger Mindonnet, footballeur français († 21 mars 2018).
- 25 décembre : 
  - Atal Bihari Vajpayee, homme d'État indien († 16 août 2018).
  - Moktar Ould Daddah, homme d'État mauritanien († 15 octobre 2003).
  - Georges Noël, peintre, sculpteur et dessinateur français († 26 novembre 2010).
  - Abba Siddick, homme politique et révolutionnaire tchadien († 1er décembre 2017).
- 26 décembre : Paul Chambrillon, critique dramatique et chroniqueur gastronomique français († 28 décembre 2000).
- 28 décembre : Girma Wolde-Giorgis, homme d'État éthiopien († 15 décembre 2018).
- 30 décembre : Roger Laüt, peintre français.
- 31 décembre : Marcel Pascal, joueur et entraîneur de football français († 8 décembre 1995).

## Date précise inconnue
- Olga Albizu, peintre expressionniste abstraite américaine († 30 juillet 2005).
- Barnabus Arnasungaaq, sculpteur canadien inuit († 21 septembre 2017).
- Mikhaïl Bogatyrev, peintre soviétique puis russe († 1999).
- Geneviève Couteau, peintre, dessinatrice, graveuse et décoratrice de théâtre française († 17 décembre 2013).
- Kanayama Akira, peintre japonais († 2006).
- Kimio Eto, musicien japonais († 24 décembre 2012).
- Abel Kingué, homme politique camerounais († 16 avril 1964).
- Siddiq Koya, avocat et homme politique fidjien († 1993).
- Lucille M. Mair, diplomate jamaïcaine († 28 janvier 2009).
- Elizaphan Ntakirutimana, pasteur de l'Église adventiste du septième jour rwandais († 22 janvier 2007).
- Ernest Ouandié, homme politique camerounais († 15 janvier 1971).
- Majid Rahnema, diplomate et ministre iranien († 14 avril 2015).
- Ron Smith, dessinateur de bande dessinée britannique († 10 janvier 2019).
- Haj Houcine Toulali, musicien marocain († 7 décembre 1998).
- Zuka, peintre américaine († 18 décembre 2016).